# Jonas Deichmann
Jonas Deichmann (narozen 15. dubna 1987 ve Stuttgartu) je německý autor, motivační řečník, extrémní sportovec a dobrodruh. Je držitelem několika světových rekordů v cyklistice, triatlonu a vytrvalostním běhu. Jonas je po celém světě známý pod přezdívkou „německý Forrest Gump“.
O jedné z jeho cest vyšel knižní bestseller s názvem Das Limit bin nur ich. Existuje také stejnojmenný dokumentární film.